# Liste des volcans d'Azerbaïdjan

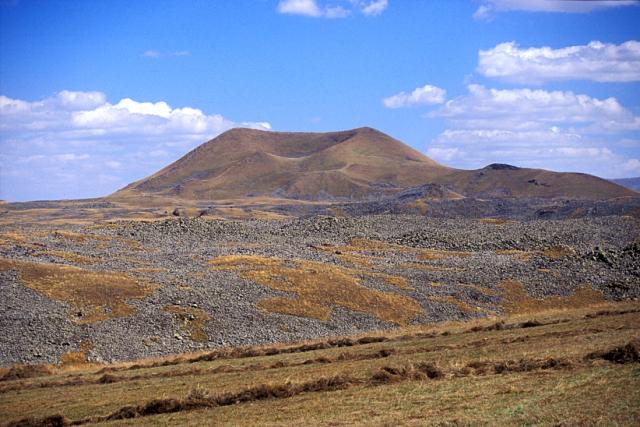
L'Axarbaxar

Cet article recense les volcans d'Azerbaïdjan. 

## Liste
| Nom          | Altitude | Dernière éruption | Coordonnées          |
| ------------ | -------- | ----------------- | -------------------- |
| Böyük İşıqlı | +3 552,  | Inconnue          | 39° 35′ N, 46° 10′ E |
| Axarbaxar    | +2 800,  | 778 av. J.-C.     | 40° 01′ N, 45° 47′ E |
| Qarqar       | +3 000,  | 3000 av. J.-C.    | 39° 44′ N, 46° 01′ E |